# Expérience Homestake
L'expérience Homestake (appelée quelquefois expérience de Davis) était une expérience conduite par les astrophysiciens Raymond Davis, Jr. et John Bahcall à la fin des années 1960. Son objectif était de collecter et de compter les neutrinos émis par la fusion nucléaire qui a lieu au sein du Soleil. Bahcall fit les calculs théoriques et Davis conçut l'expérience. Après que Bahcall eut calculé le taux de capture des neutrinos par le détecteur, l'expérience de Davis ne mesura qu'environ un tiers de ce taux. L'expérience fut la première à détecter et à compter avec succès les neutrinos solaires et l'incohérence des résultats fut à l'origine du problème des neutrinos solaires. L'expérience se déroula en continu de 1970 jusqu'en 1994. L'université de Pennsylvanie pris le relais en 1984. L'incohérence entre les taux de détection des neutrinos calculés et prédits a été ultérieurement expliquée par l'oscillation des « saveurs » des neutrinos.

## Méthodologie
L'expérience eut lieu dans la mine d'or d'Homestake à Lead dans le Dakota du Sud. Davis plaça à 1400 m sous terre un réservoir contenant 100 000 gallons (environ 400 m³) de perchloroéthylène, un liquide utilisé comme nettoyant à sec. Une grosse cible profondément enterrée était nécessaire compte tenu de la très faible probabilité de capture d'un neutrino et pour éliminer les interférences avec d'autres formes de rayonnement solaire. Le perchloroéthylène fut choisi car il est riche en chlore. À la suite d'une collision avec un neutrino, un atome de chlore se transforme en un isotope radioactif d'argon, qui peut ensuite être extrait et compté. À la fin de chaque semaine, Davis envoyait un flux d'hélium dans le réservoir pour collecter l'argon qui s'était formé et pouvait donc calculer combien de neutrinos avaient été capturés.

## Conclusions
Les valeurs obtenues par Davis étaient de manière constante très voisines du tiers des valeurs calculées par Bahcall. La première réaction de la communauté scientifique fut, bien sûr, de dire que soit Bahcall soit Davis avait commis une erreur. Les calculs de Bahcall furent vérifiés à plusieurs reprises, sans trouver d'erreurs. Davis revérifia son expérience sans trouver aucune anomalie. L'expérience Homestake fut suivie par d'autres expériences poursuivant le même but, telles que Kamiokande au Japon, SAGE dans l'ex Union soviétique, GALLEX en Italie, Super-Kamiokande, également au Japon et l'observatoire de neutrinos de Sudbury (SNO) en Ontario au Canada. SNO était le premier détecteur capable de détecter l'oscillation des neutrinos, résolvant le problème des neutrinos solaires. Les résultats de l'expérience, publiés en 2001, révélèrent que parmi les trois « saveurs » entre lesquelles les neutrinos peuvent osciller, le détecteur de Davis était sensible à une seule. Après qu'il eut prouvé que son expérience était correcte, Davis partagea le prix Nobel de physique 2002 avec le japonais Masatoshi Koshiba, qui avait travaillé sur les expériences Kamiokande et Super-Kamiokande.